# Konger amerykański
Konger amerykański (Conger oceanicus) – drapieżny gatunek morskiej ryby węgorzokształtnej z rodziny kongerowatych (Congridae). Ma niewielkie znaczenie gospodarcze.

## Zasięg występowania i środowisko
Konger amerykański jest szeroko rozprzestrzeniony w środkowej części zachodniego Oceanu Atlantyckiego. We wschodnim Atlantyku notowany w pobliżu Wyspy Świętej Heleny. Przebywa w płytkich wodach przybrzeżnych oraz głębszych, zwykle na głębokościach 75–150 m, maksymalnie do 477 m p.p.m. Okazjonalnie wpływa do estuariów i zatok. Zazwyczaj związany jest z siedliskami takimi jak mola, wraki, pomosty, rafy lub nory współużytkowane z płytecznikiem (Lopholatilus chamaeleonticeps). W zachodnim Atlantyku występuje pospolicie i licznie.

## Charakterystyka
Duża ryba o wydłużonym, węgorzowatym kształcie ciała, w przekroju cylindrycznym. Długość ciała dorosłych osobników wynosi przeciętnie około 100 cm, maksymalnie do 230 cm przy maksymalnej masie do 40 kg. Prowadzi nocny tryb życia. Żywi się głównie rybami, krewetkami i innymi małymi skorupiakami. Sezon rozrodczy trwa od grudnia do lipca, a jego szczyt przypada na początek lata. Obecność małych leptocefali (<30 mm długości) nad głębinami w południowo-zachodnim Morzu Sargassowym jesienią i zimą sugeruje przedłużający się okres tarła. Leptocefale rozpraszają się i prawdopodobnie dryfują z dominującymi prądami, dopóki nie dostaną się do Prądu Zatokowego. Następnie migrują do estuariów, gdzie następuje przeobrażenie. Młode pozostają wyłącznie w estuariach, kongery nie podejmują wędrówek do wód słodkich.

## Taksonomia
Takson opisany naukowo przez Samuela Lathama Mitchilla w 1818 pod nazwą Anguilla oceanica.

## Status i zagrożenia
Według stanu z 2018 gatunek ten figuruje w Czerwonej księdze gatunków zagrożonych Międzynarodowej Unii Ochrony Przyrody (IUCN) w kategorii najmniejszej troski (LC). Nie stwierdzono istotnych zagrożeń dla tego gatunku.

## Znaczenie gospodarcze
Poławiany komercyjnie na niewielką skalę przy pomocy takli, pułapek na ryby i włoków dennych. Często łowiony przez wędkarzy wzdłuż pomostów, doków i przystani.